# Zigzagstoel
De zigzagstoel is een in 1932 door Gerrit Rietveld ontworpen stoel. De stoel werd ontworpen voor het Rietveld Schröderhuis in Utrecht en past in de Nederlandse kunststroming De Stijl. Het is een opmerkelijk architectonisch concept, evenals vele andere stoelontwerpen van Rietveld.
De zigzagstoel heeft een hoge zitting zonder armleuningen en is opgebouwd uit aan elkaar gelijmde massief houten platen  van 18 millimeter dikte. De houtverbindingen zijn bij al Rietvelds meubelen bijzonder. Bij de zigzagstoel is de verbinding van rug met zitting gemaakt met zwaluwstaartverbindingen. De verbinding van de zitting met de poot en die van de poot met de vloerplaat is gemaakt van in verstek gezaagd hout en verstevigd door elk acht bouten en een hoeklat. De stoel heeft een zithoogte van 460 millimeter.
Voordat deze constructie werd gekozen heeft Rietveld diverse andere constructies onderzocht. Eerst maakte hij een stalen frame met een zitting van fiberglas. Vervolgens werden tussen twee stalen frames houten latten geschroefd. De uiteindelijk verkozen houten hoekconstructies zijn in diverse varianten uitgevoerd.
Rietveld ontwierp diverse modellen met het zigzagmotief als uitgangspunt, onder andere een kinderstoel, een fauteuil, een stoel met armleuningen.
Rietveld liet de zigzagstoel in serie van telkens twintig maken. De stoel is in productie vanaf 1934 en wordt in de eenentwintigste eeuw nog altijd vervaardigd door Cassina.